# Manuel Vieira de Matos
Manuel Vieira de Matos GOC (Poiares, Peso da Régua, 22 de março de 1861 – Braga, 28 de setembro de 1932) foi bispo da Guarda, arcebispo de Braga e fundador do Corpo Nacional de Escutas - Escutismo Católico Português.

## Biografia
Foi ordenado sacerdote em 22 de Setembro de 1883.
Em 22 de Junho de 1899 foi nomeado bispo auxiliar de Lisboa, com o título de arcebispo de Mitilene. A ordenação episcopal aconteceu a 15 de Agosto do mesmo ano.
Em 2 de Abril de 1903 foi confirmado para dirigir a Diocese da Guarda. Por essa altura nasce o Partido Nacionalista ao qual dará todo o seu apoio.
Em 1 de Outubro de 1914 foi escolhido para estar à frente da Arquidiocese de Braga.
A 31 de Dezembro de 1927 foi feito Grande-Oficial da Ordem Militar de Cristo.